# Come sposare la compagna di banco e farla in barba alla maestra
Come sposare la compagna di banco e farla in barba alla maestra (Melody) è un film del 1971 diretto da Waris Hussein.

## Trama
Daniel Latimer fa amicizia con il turbolento Ornshaw. Tuttavia, quando Daniel si innamora di Melody Perkins, l'amicizia tra i due ragazzi inizia ad incrinarsi. Inizialmente imbarazzata dalla cosa, Melody finisce con l'innamorarsi di Daniel fino al punto che la coppia annuncia ai loro genitori l'intenzione di sposarsi entro breve. Gli adulti cercano di dissuaderli, ma la determinazione di Daniel e Melody porta Ornshaw a riappacificarsi con l'amico. I loro compagni di classe si riuniscono in uno dei nascondigli dei bambini per "sposare" la coppia, con la loro scoperta che porta a una resa dei conti finale tra i bambini e gli insegnanti.

## Produzione
La produzione del film iniziò nella primavera del 1970 con riprese in esterni ad Hammersmith e Lambeth nella vasta zona di Londra. La post-produzione venne completata agli Twickenham Studios. Le scene del cimitero furono girate al Brompton Cemetery e al Nunhead Cemetery.
Mark Lester e Jack Wild avevano già recitato insieme nel 1968 in Oliver!. Essi furono affiancati dalla bambina modella Tracy Hyde nel ruolo di Melody. Gli altri membri del cast includono Kate Williams nel ruolo della madre di Melody, Roy Kinnear in quello del padre, Sheila Steafel nel ruolo della madre di Daniel, Ken Jones e James Cossins.
La colonna sonora del film includeva diverse canzoni dei Bee Gees (In the Morning, Melody Fair, Give Your Best, e i singoli di successo To Love Somebody e First of May), e il brano Teach Your Children dei Crosby, Stills, Nash and Young.
Questo fu il primo film sceneggiato dal regista Alan Parker, il quale diresse alche sequenze per il film come quelle dei bambini durante l'intervallo.
Lo scrittore e regista Andrew Birkin raccomandò Tracy Hyde per il ruolo di Melody Perkins al regista Waris Hussein, dopo aver visionato i provini di oltre 100 ragazze.
L'attore Jack Wild, che interpreta Ornshaw aveva 17 anni all'epoca delle riprese.

## Colonna sonora

### Tracce
1. In the Morning by The Bee Gees - 3:54
2. In the Morning (Instrumental) by Richard Hewson Orchestra - 2:01
3. Melody Fair by The Bee Gees - 3:45
4. Melody Fair (Instrumental) by Richard Hewson Orchestra - 1:21
5. Spicks and Specks by Richard Hewson Orchestra With Children From Corona School - 1:41
6. Romance Theme in F by Richard Hewson Orchestra - 2:34
7. Give Your Best by The Bee Gees - 3:26
8. To Love Somebody by The Bee Gees - 2:59
9. Working on It Night and Day by Richard Hewson Orchestra With Barry Hewson - 4:06
10. First of May by Bee Gees- 2:47
11. First of May (Instrumental) by Richard Hewson Orchestra - 0:55
12. Seaside Banjo by Richard Hewson Orchestra - 1:05
13. Teachers Chase by Richard Hewson Orchestra - 2:23
14. Teach Your Children by Crosby Stills Nash & Young - 2:53

## Accoglienza
Negli Stati Uniti e in Inghilterra il film non ottenne grande successo mentre fu un enorme successo in Giappone e in alcuni stati dell'America Latina come l'Argentina e il Cile.